# Municipio de Monroe (condado de Harrison)
El municipio de Monroe (en inglés, Monroe Township) es un municipio del condado de Harrison, Ohio, Estados Unidos. Tiene una población estimada, a mediados de 2023, de 1047 habitantes.

## Geografía
Está ubicado en las coordenadas 40°24′2″N 81°12′54″O / 40.40056, -81.21500. Según la Oficina del Censo, tiene una superficie total de 68.1 km², correspondientes en su totalidad a tierra firme.

## Demografía
Según el censo de 2020, en ese momento había 1095 personas residiendo en la zona. La densidad de población era de 16 hab./km². El 95.07 % de los habitantes eran blancos, el 0.18 % eran amerindios, el 0.09 % era asiático y el 4.66 % eran de una mezcla de razas. Del total de la población, el 0.27 % eran hispanos o latinos de cualquier raza.